# Mer de Glace
Das Mer de Glace, zu Deutsch Eismeer, ist der größte Gletscher Frankreichs und der Mont-Blanc-Gruppe und der viertgrößte Gletscher der Alpen. Das Mer de Glace (bzw. das System der dazugehörenden Einzelgletscher) ist ca. 12 km lang und variiert in seiner Breite zwischen 700 und 1950 m. Das Eis hat eine maximale Dicke von 420 m. Die Fließgeschwindigkeit dieses Gletschers beträgt durchschnittlich 90 m pro Jahr, was für einen Gletscher in den Alpen sehr viel ist. Charakteristisch für das Mer de Glace sind seine Ogiven, die als abwechselnd helle und dunkle Bänder wie »Jahresringe« quer zur Fließrichtung über den Gletscher ziehen.
Als Mer de Glace im eigentlichen Sinne wird nur die flache Gletscherzunge bezeichnet, die man von der Zahnradbahnstation Montenvers aus betrachtet. Von hier aus gesehen erschien der Gletscher früher, als er noch bis fast auf die Höhe der heutigen Bahnstation heraufreichte, wie ein flaches, aber aufgewühltes Eismeer. Der Name stammt von den beiden britischen Reisenden Richard Pococke und William Windham, die 1741 Montenvers besuchten.
Das Mer de Glace wird aus den beiden Hauptzuflüssen Glacier de Leschaux und Glacier du Tacul gespeist, die wiederum aus dem Glacier du Géant und den Gletschern des Vallée Blanche genährt werden. Alle zusammen bilden das Mer de Glace im erweiterten Sinne.

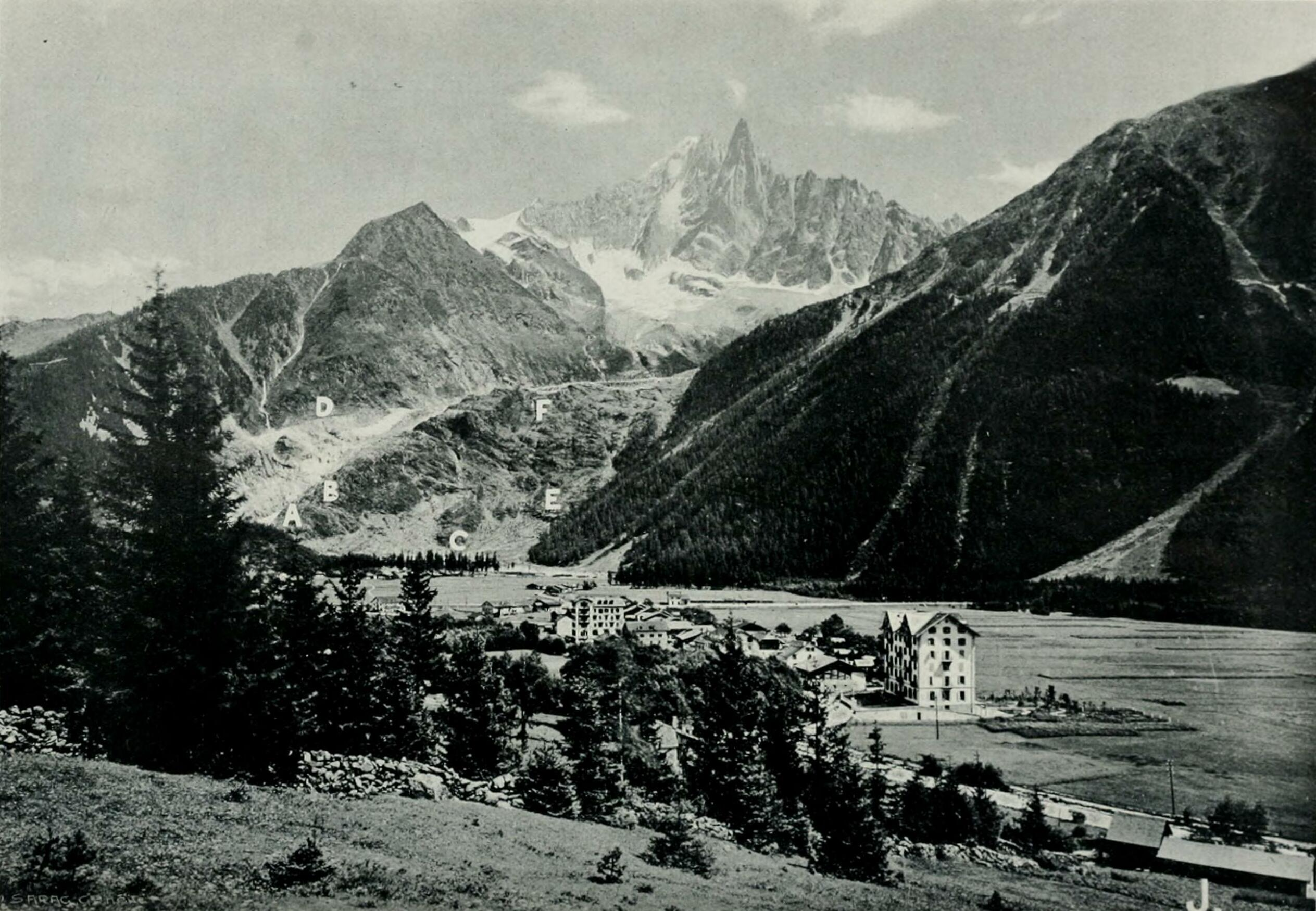
Glacier des Bois (1907)

Blick von Montenvers auf das Mer de Glace und die Zahnradbahn Chemin de fer du Montenvers, um 1910

Früher floss der Gletscher an seinem Ende über eine Steilstufe hinunter ins Tal von Chamonix, bis direkt vor die Streusiedlung Les Bois. Diese Gletscherzunge hieß Glacier des Bois und war eines der Schaustücke des alten Chamonix. Auf der Höhe von Montenvers war der Gletscher etwa 130 m dicker als heute. Die Überquerung an sein rechtes Ufer war unproblematisch. Man trieb sogar Schafherden hinüber.

Ballonbild aus dem Jahr 1909

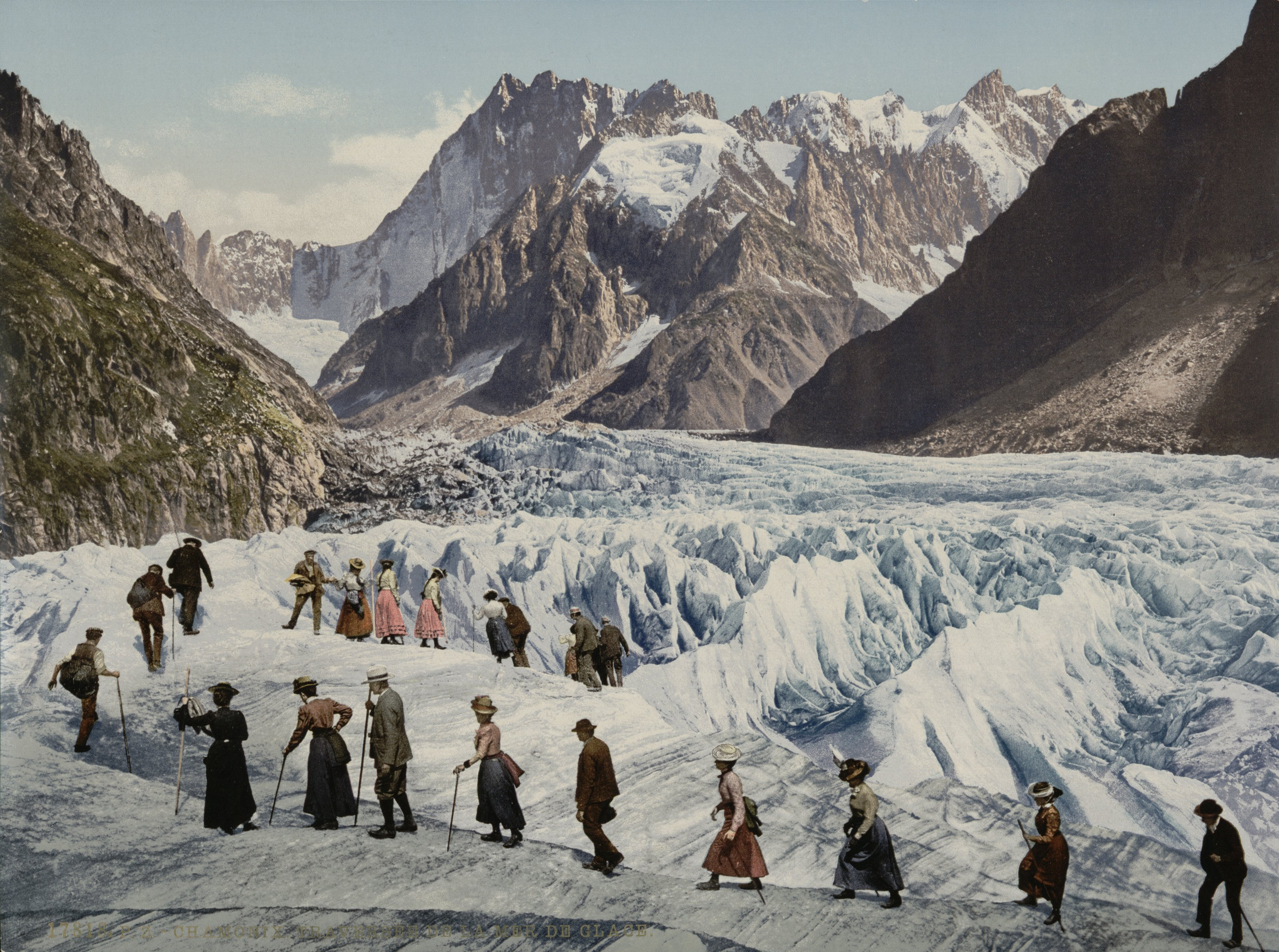
Das Mer de Glace zu Beginn des 20. Jh.

Aus dem Mer de Glace entspringt der Fluss Arveyron, ein Nebenfluss der Arve, welche das Tal von Chamonix durchzieht. Als die Gletscherzunge noch im Talboden von Chamonix lag, entsprang der Arveyron einem beeindruckenden und für Touristen leicht zugänglichen Gletschertor. Dieses war ein beliebtes Motiv für Maler und später Fotografen, vgl. etwa Joseph Mallord William Turner, Die Quelle des Arvéron im Tal von Chamonix, 1816. Die Wasser der Arve fließen über die Rhône ins Mittelmeer.
1779 betrat Goethe das Mer de Glace bei Montenvers und notierte: „Was für eine Hingabe an dieses Schauspiel aus Eis!“
Carl Gustav Carus skizzierte 1821 das Tal des Mer de Glace und stellte das daraus entstandene Gemälde Das Eismeer von Chamonix 1824 in Dresden aus. Caspar David Friedrich verfremdete das Motiv in seinem Bild Das Hochgebirge (ebenfalls 1824), indem er das vom Mer de Glace durchflossene Tal mit Blick auf die Grandes Jorasses ohne den Gletscher darstellte, also ein leeres, klaffendes Tal ohne Eis.
Das Mer de Glace dient den Bergsteigern als Zugang zu den Hütten von Charpoua, Talefre, Leschaux, Requin und Envers, erschließt also fast die gesamte Mont-Blanc-Gruppe. 
Im Winter und Frühjahr führt eine beliebte, aber unpräparierte Skiabfahrt, die sogenannte Vallée Blanche-Abfahrt, von der Aiguille du Midi (Seilbahn von Chamonix) über das Mer de Glace hinunter zum Treppenaufstieg Montenvers der einen mit der Zahnradbahn wieder ins Tal bringt. Bei guten Schneebedingungen ist die Waldabfahrt nach Chamonix möglich. 
Die Abfahrt ist nur für sehr geübte Fahrer zu empfehlen mit entsprechender Ausrüstung (Klettergeschirr, Seile etc.) und ein Führer ist dringend zu empfehlen.

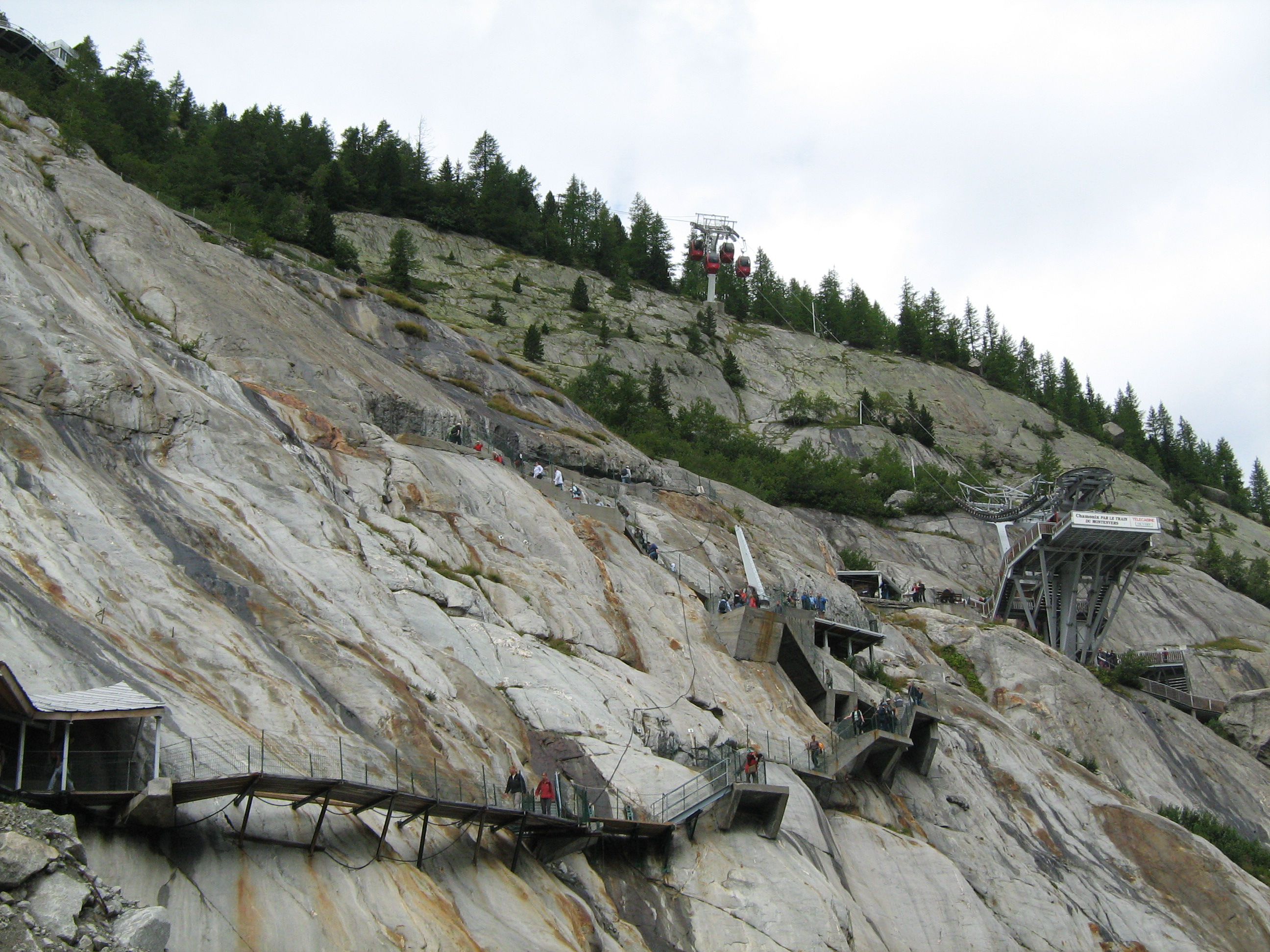
Talstation der alten Seilbahn und aufgrund des Rückgang des Gletschers notwendig gewordene Treppen (2007)

Das Mer de Glace zieht sich seit 150 Jahren zurück, der Gletscher ist inzwischen über zwei Kilometer kürzer als damals. Von Montenvers führt eine Seilbahn hinunter zum Gletscher. Deren 1988 errichtete Talstation (auf 1.764 Hm) ist durch den Rückzug des Eises inzwischen auch nicht mehr direkt am Gletscher gelegen. Es führt ein Weg über hunderte von Treppenstufen hinab zum Gletscher (Stand 2023: 520 Treppenstufen). Da der Gletscher im Bereich Montenvers jährlich zwischen vier und sechs Meter Höhe verliert, muss das Treppenbauwerk ständig angepasst werden. Im Februar 2024 wurde deshalb eine neue Seilbahn eröffnet, deren Talstation (auf 1.700 Hm) nun deutlich südlicher bzw. weiter oben als die alte Talstation auf den Rest der Gletscherzunge trifft.  

## Weblinks

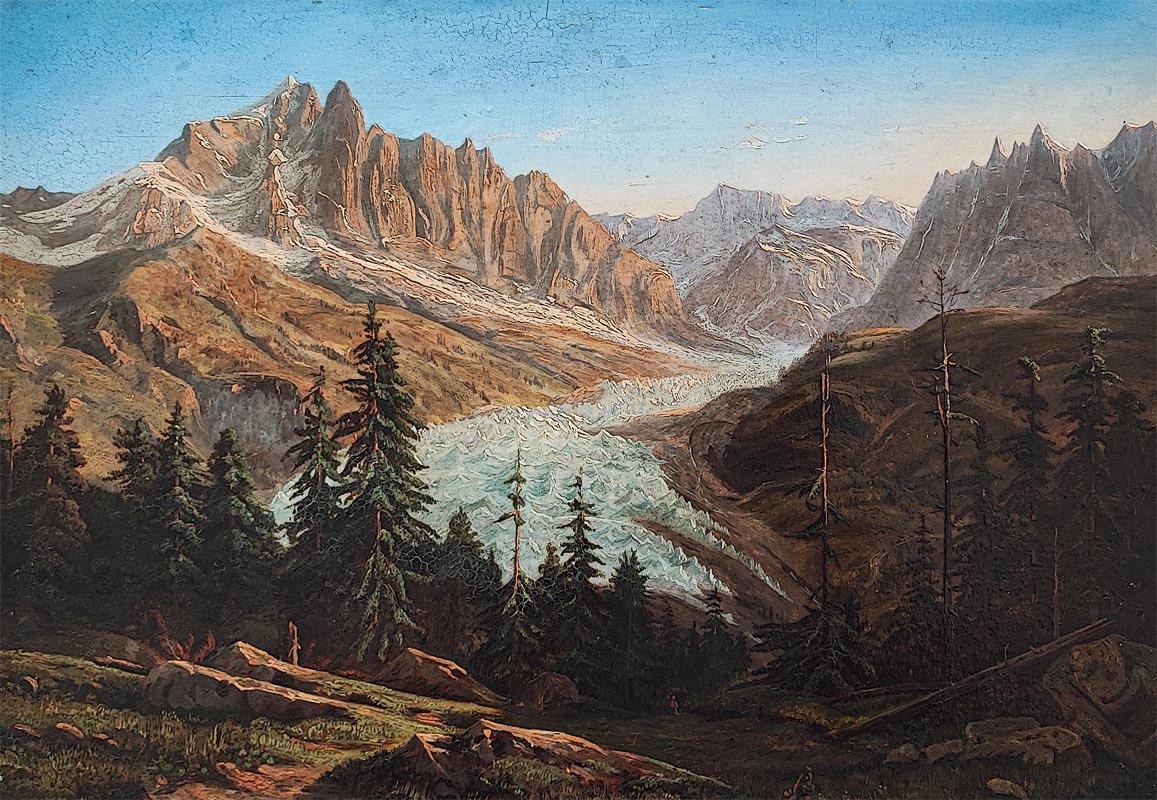
Mer de Glace mit Aiguille du Dru, Gemälde von Alfred Jacob Miller